# Aradmu
Aradmu (manchmal auch als AradNanna gelesen) war der Großwesir (sumerisch sukkal-mah) unter König Šulgi bis in die Regierungszeit von Ibbi-Sin in der Ur-III-Zeit um 2075 v. Chr. Er war zeitweise unter Amar-Suena auch Statthalter von Girsu. Als Großwesir erfüllte er militärische, aber auch diplomatische Aufgaben. Über seine Tochter, die mit einem Prinzen verheiratet war, war er mit dem Königshaus familiär verbunden. In den erhaltenen königlichen Briefen aus dieser Zeit, ist er einer der wichtigsten Korrespondenten.